# Nederland op de Olympische Zomerspelen 1924

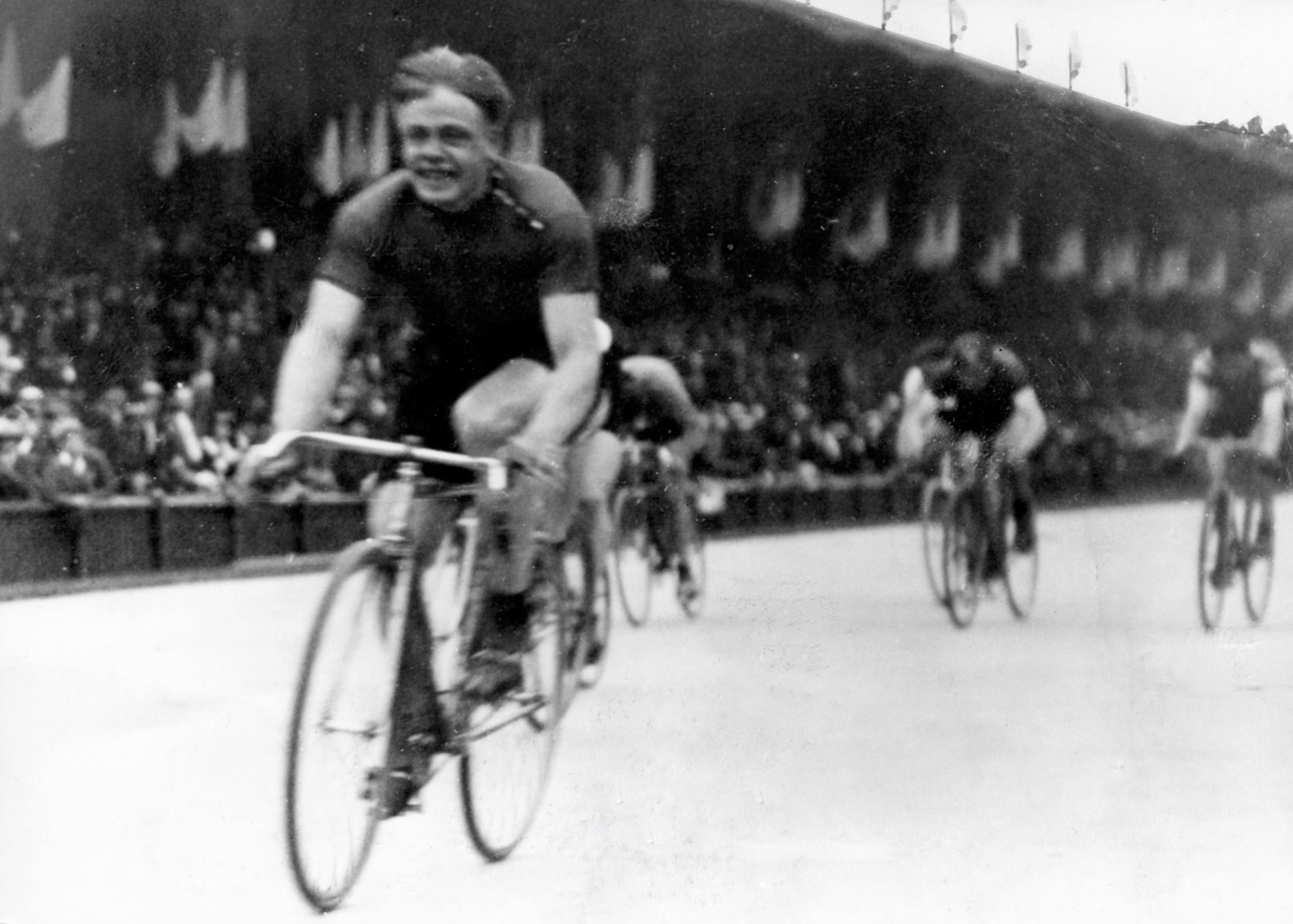
Ko Willems, winnaar van de gouden medaille op het onderdeel 50 kilometer baan tijdens de Olympische Spelen 1924 in Parijs. Hier gaat Willems over de streep met een lengte voorsprong, nadat hij in de laatste bocht nog in negende positie lag.

Nederland was vertegenwoordigd op de Olympische Zomerspelen 1924 in Parijs, Frankrijk.

## Medailles
| Sport        | Olympiër                                                                 | Discipline         | Medaille |
| ------------ | ------------------------------------------------------------------------ | ------------------ | -------- |
| Paardensport | Dolf van der Voort van Zijp                                              | eventing (m)       | Goud     |
| Paardensport | Dolf van der Voort van Zijp Gerard de Kruijff Charles Pahud de Mortanges | eventing team (m)  | Goud     |
| Roeien       | Teun Beijnen Wilhelm Rösingh                                             | twee zonder (m)    | Goud     |
| Wielrennen   | Ko Willems                                                               | 50 km (m)          | Goud     |
| Wielrennen   | Jaap Meijer                                                              | sprint (m)         | Zilver   |
| Atletiek     | Jacob Boot Harry Broos Jan de Vries Marinus van den Berge                | 4x100 m (m)        | Brons    |
| Schermen     | Olympisch team                                                           | sabel team (m)     | 3        |
| Tennis       | Kea Bouman Henk Timmer                                                   | gemengd dubbel     | Brons    |
| Wielrennen   | Gerard Bosch van Drakestein Maurice Peeters                              | 2000 m tandem (m)  | Brons    |
| Zeilen       | Joop Carp Johannes Guépin Jan Vreede                                     | 6 meter klasse (m) | Brons    |

## Overzicht per sport
| Sport            | Deelnemers | Goud | Zilver | Brons | Totaal |
| ---------------- | ---------- | ---- | ------ | ----- | ------ |
| Atletiek         | 20         |      |        | 1     | 1      |
| Boksen           | 9          |      |        |       | '      |
| Gewichtheffen    | 3          |      |        |       | '      |
| Moderne vijfkamp | 4          |      |        |       | '      |
| Paardensport     | 5          | 2    |        |       | 2      |
| Roeien           | 17         | 1    |        |       | 1      |
| Schermen         | 17         |      |        | 1     | 1      |
| Schietsport      | 11         |      |        |       | '      |
| Schoonspringen   | 3          |      |        |       | '      |
| Tennis           | 5          |      |        | 1     | 1      |
| Voetbal          | 19         |      |        |       | '      |
| Waterpolo        | 7          |      |        |       | '      |
| Wielrennen       | 10         | 1    | 1      | 1     | 3      |
| Worstelen        | 8          |      |        |       | '      |
| Zeilen           | 4          |      |        | 1     | 1      |
| Zwemmen          | 12         |      |        |       | '      |
| Totaal           | 153*       | 4    | 1      | 5     | 10     |

*Sjaak Köhler kwam zowel uit bij het zwemmen als bij het waterpolo, waardoor uit de tabel lijkt dat er 154 deelnemers waren, maar in werkelijkheid waren het er 153.

## Resultaten per onderdeel

### Atletiek
| Olympiër                                               | Discipline               | Resultaat    | Prestatie |
| ------------------------------------------------------ | ------------------------ | ------------ | --- |
| Rinus van den Berge                                    | 100m (m)                 | kwartfinale  | serie 8: 11,1 (2e tijd) KF 3: (4e tijd) |
| Rinus van den Berge                                    | 200m (m)                 | kwartfinale  | serie 15: (2e tijd) KF 5: (6e tijd) |
| Harry Broos                                            | 100m (m)                 | kwartfinale  | serie 6: 11,0 (1ste tijd) KF 1: 11,1 (3e tijd) |
| Harry Broos                                            | 200m (m)                 | kwartfinale  | serie 5: 22,6 (1ste tijd) KF 6: (5e tijd) |
| Jan van Kampen                                         | 100m (m)                 | kwartfinale  | serie 12: 11,2 (2e tijd) KF 5: (3e tijd) |
| Jan van Kampen                                         | 200m (m)                 | serie        | serie 10: 23,1 (4e tijd) |
| Frits Lamp                                             | 100m (m)                 | series       | serie 4: (4e tijd) |
| Jan de Vries                                           | 200m (m)                 | series       | serie 7: (3e tijd) |
| Wim Bolten                                             | 400m (m)                 | serie        | serie 7: 53,0 (3e tijd) |
| Wim Kat                                                | 400m (m)                 | serie        | serie 8: 51,8 (3e tijd) |
| Menso Johannes Menso                                   | 400m (m)                 | serie        | serie 9: (4e tijd) |
| Menso Johannes Menso                                   | 800m (m)                 | serie        | serie 6: (5e tijd) |
| Adriaan Paulen                                         | 400m (m)                 | halve finale | serie 17: 52,0 (2e tijd) KF 4: 49,0 (1ste tijd) HF 1: 48,2 (4e tijd) |
| Adriaan Paulen                                         | 800m (m)                 | halve finale | serie 4: 1.59,2 (1ste tijd) HF 2: 1.58,8 (4e tijd) |
| Jan Zeegers                                            | 1500m (m)                | serie        | serie 4: 4,21,0 (4e tijd) |
| Jan Zeegers                                            | 5000m (m)                | serie        | serie 3: (6e tijd) |
| Jan Zeegers                                            | 3000m steeplechase (m)   | serie        | serie 2: niet gefinisht |
| Oscar van Rappard                                      | 110m horden (m)          | halve finale | serie 3: (2e tijd) HF 1: (4e tijd) |
| Oscar van Rappard                                      | 400m horden (m)          | serie        | serie 6: (5e tijd) |
| Henk Keemink                                           | 10km snelwandelen (m)    | DQ           | serie 1: gediskwalificeerd |
| Bertus Brouwer                                         | marathon (m)             | -            | niet gefinisht |
| Hannes de Boer                                         | verspringen (m)          | -            | kwalificatie: geen afstand |
| Wim Peters                                             | hink-stap-springen (m)   | 11e          | kwalificatie: 13,86m (m) |
| Jaap Boot                                              | verspringen (m)          | 8ste         | kwalificatie: 6,86m niet gekwalificeerd |
| Harry de Keijser                                       | polsstokhoogspringen (m) | 11e          | kwalificatie: 3,40m |
| Harry de Keijser                                       | vijfkamp (m)             | -            | verspringen: 6,19m (20ste) speerwerpen: 44,07m (17e) 200m: 24,20 (15de) totaal 52 punten en uitgeschakeld |
| Harry de Keijser                                       | tienkamp (m)             | 10e          | 6509,610 punten 0809,600 punten 100m (11,4) 0608,000 punten verspringen (6,00m) 0597,000 punten kogelstoten (11,31m) 0538,000 punten hoogspringen (1,60m) 0759,360 punten 400m (54,6) 0620,000 punten 110m horden (19,0) 0741,600 punten discuswerpen (38,41m) 0757,000 punten polsstokhoogspringen (3,50m) 0550,650 punten speerwerpen (44,66m) 0528,400 punten 1500m (5.15,4) |
| Henk Keemink                                           | kogelslingeren (m)       | -            | kwalificatie: geen afstand |
| Rinus van den Berge Jaap Boot Harry Broos Jan de Vries | 4x100m (m)               | Brons        | serie 3: 42,0 WR (1ste tijd) HF 3: 42,2 (1ste tijd) finale: 41,8 |

### Boksen
| Olympiër         | Discipline                          | Resultaat | Prestatie |
| ---------------- | ----------------------------------- | --------- | --- |
| Leo Turksma      | vlieggewicht (tot 50,8 kg) (m)      | 1/8F      | 1/16F: vrijgeloot 1/8F: verloor van James McKenzie Groot-Brittannië                                                                              |
| Arij Smit        | bantamgewicht (tot 53,52 kg) (m)    | 1/8F      | 1/16F: vrijgeloot 1/8F: verloor van Alf Barber Groot-Brittannië                                                                                  |
| Heinz Levy       | vedergewicht (tot 57,15 kg) (m)     | 1/8F      | 1/16F: vrijgeloot 1/8F: verloor van Joseph Salas Verenigde Staten                                                                                |
| Huub Baarsgarst  | lichtgewicht (tot 61,24 kg) (m)     | 1/16F     | 1/16F: verloor van Colin Sinclair Australië |
| Ko Cornelissen   | weltergewicht (tot 66,68 kg) (m)    | 1/8F      | 1/16F: versloeg Alf Pedersen Noorwegen 1/8F: verloor van Patrick Dwyer Ierland                                                                   |
| Jan Dam          | weltergewicht (tot 66,68 kg) (m)    | 1/8F      | 1/16F: vrijgeloot 1/8F: verloor van Roy Ingram Zuid-Afrika                                                                                       |
| Louis Meeuwessen | middengewicht (tot 72,57 kg) (m)    | 1/16F     | 1/16F: verloor van Øivind Jensen Noorwegen |
| Karel Miljon     | halfzwaargewicht (tot 79,38 kg) (m) | 1/16F     | 1/16F: verloor van Harry Mitchell Groot-Brittannië                                                                                               |
| Henk de Best     | zwaargewicht (boven 79,38 kg) (m)   | 4e        | 1/8F: vrijgeloot KF: versloeg Robert Larsen Denemarken HF: verloor van Søren Petersen Denemarken Om brons: verloor van Alfredo Porzio Argentinië |

### Gewichtheffen
| Olympiër      | Discipline                     | Resultaat  | Prestatie |
| ------------- | ------------------------------ | ---------- | --------- |
| Guus Scheffer | Lichtgewicht (tot 67.5 kg) (m) | 7e plaats  | 415 kg    |
| Jan Verheijen | Halfzwaargewicht (tot 82.5 kg) | 12e plaats | 447,5 kg  |
| Ab Oord       | Zwaargewicht (boven 82.5 kg)   | 14e plaats | 447,5 kg  |

### Moderne vijfkamp
| Olympiër                          | Resultaat  | Prestatie |
| --------------------------------- | ---------- | --- |
| Christiaan Tonnet                 | 8e plaats  | Schieten 154 punten (22e plaats) Zwemmen 6:03,4 (12e plaats) Schermen 13,5 punten (13e plaats) Paardrijden 112 punten (16e plaats) Atletiek 12:49,0 (2e plaats) Eindstand 65,5 punten   |
| Carolus Stoffels                  | 22e plaats | Schieten 180 punten (6e plaats) Zwemmen 6:38,2 (23e plaats) Schermen 26,5 punten (26e plaats) Paardrijden 97,5 punten (23e plaats) Atletiek 14:50,0 (24e plaats) Eindstand 102,5 punten |
| Karel, Jonkheer van der Brandeler | 27e plaats | Schieten 146 punten (23e plaats) Zwemmen 6:56,4 (27e plaats) Schermen 19,5 punten (19e plaats) Paardrijden 130 punten (7e plaats) Atletiek 16:46,0 (37e plaats) Eindstand 113,5 punten  |
| Barent Momma                      | 31e plaats | Schieten 172 punten (11e plaats) Zwemmen 7:40,4 (30e plaats) Schermen 30,5 punten (30e plaats) Paardrijden 75 punten (30e plaats) Atletiek 15:25,0 (29e plaats) Eindstand 130,5 punten  |

### Paardensport
| Olympiër                                                                                                 | Discipline        | Resultaat | Prestatie                                                                                               |
| --- | ----------------- | --------- | --- |
| Jan van Reede                                                                                            | dressuur (m)      | 14e       | 232,0                                                                                                   |
| Antonius Theodorus Colenbrander                                                                          | eventing (m)      | 25e       | 177 dressuur (1e) 595,5 uithoudingsproef (31e) 180 springen (21e) 952,5 totaal                          |
| Gerard de Kruijff                                                                                        | eventing (m)      | 13e       | 170 dressuur (4e) 1303,5 uithoudingsproef (6e) 20 springen (29e) 1493,5 totaal                          |
| Charles Pahud de Mortanges                                                                               | eventing (m)      | 4e        | 174 dressuur (2e) 1334 uithoudingsproef (4e) 320 springen (10e) 1826 totaal                             |
| Dolf van der Voort van Zijp                                                                              | eventing (m)      | Goud      | 174 dressuur (2e) 1402 uithoudingsproef (2e) 400 springen (1e) 1976 totaal                              |
| Antonius Theodorus Colenbrander Gerard de Kruijff Charles Pahud de Mortanges Dolf van der Voort van Zijp | eventing team (m) | Goud      | 1493,5 Gerard de Kruijff 1826 Charles Pahud de Mortanges 1976 Dolf van der Voort van Zijp 5297,5 totaal |

### Roeien
| Olympiër | Discipline      | Resultaat  | Prestatie                                     |
| --- | --------------- | ---------- | --------------------------------------------- |
| Constant Pieterse | skiff (m)       | herkansing | serie 2: (2e tijd)                            |
| Teun Beijnen Willy Rösingh | twee-zonder (m) | Goud       | HF: geen tegenstander finale: 8.19,4          |
| Jacob Brandsma Jo Brandsma Louis Dekker Dirk Fortuin Jean van Silfhout                                                          | vier-met (m)    | -          | HF 4: 7.08,0 (1e tijd) finale: niet gefinisht |
| Simon Bon Jacob Cremer Cornelis Eecen Antony Fennema Roelof Hommema Paul Maasland Hendrik Rijnders Gerrit Tromp Egbertus Waller | acht (m)        | serie      | serie 3: (3e tijd)                            |

### Schermen
| Olympiër | Discipline      | Resultaat    | Prestatie |
| --- | --------------- | ------------ | --- |
| Jan de Beaufort | degen (m)       | ronde 1      | ronde 1: 7e in poule G met 4-5 en in de beslissingsronde 0-1 |
| Willem Hubert van Blijenburgh                                                                                               | degen (m)       | kwartfinale  | ronde 1: 2e in poule C met 4-4 KF: 7e in poule C met 4-6 en in de beslissingsronde 1-1 |
| Pieter Lambertus van Boven                                                                                                  | degen (m)       | kwartfinale  | ronde 1: 6e in poule A met 4-5 en in de beslissingsronde 2-0 KF: 8e in poule C met 1-8 |
| Wouter Brouwer | degen (m)       | kwartfinale  | ronde 1: 3e in poule B met 5-4 en in de beslissingsronde 2-2 KF: 8e in poule B met 2-7 |
| Arie de Jong | floret (m)      |              | ronde 1: verloor van Edgar Seligman Groot-Brittannië 4-5 verloor van George Calnan Verenigde Staten 1-5 versloeg Erik Sjøqvist Denemarken 5-2 versloeg Félix de Pomés Spanje 5-1 ronde 2: verloor van Edgar Seligman Groot-Brittannië 4-5 verloor van Ivan Osiier Denemarken 2-5 verloor van Kurt Ettinger Oostenrijk 2-5 verloor van Frédéric Fitting Zwitserland 2-5 versloeg Santiago García Spanje 5-3 |
| Arie de Jong | sabel (m)       | 5e           | ronde 1: versloeg Konstantinos Kotzias Griekenland 4-3 versloeg János Garay Hongarije 4-2 versloeg Pedro Mendy Uruguay 4-0 verloor van Sigurd Akre Noorwegen 3-4 versloeg Fuat Balkan Turkije 4-1 Halve finale: verloor van Roger Ducret Frankrijk 2-4 versloeg Marcello Bertinetti Italië 4-3 verloor van Zoltán Schenker Hongarije 3-4 versloeg Raúl Sola Argentinië 4-0 verloor van Omer Berck België 3-4 versloeg Robin Dalglish Groot-Brittannië 4-0 versloeg Domingo Mendy Uruguay 4-0 versloeg Laurence Castner Verenigde Staten 4-2 Finale verloor van Sándor Pósta Hongarije 3-4 versloeg Roger Ducret Frankrijk 4-1 verloor van János Garay Hongarije 2-4 verloor van Zoltán Schenker Hongarije 3-4 versloeg Ivan Osiier Denemarken 4-3 versloeg Georges Conraux Frankrijk 4-3 versloeg Horacio Casco Argentinië 4-2 om plaats vier verloor van Zoltán Schenker Hongarije 3-4 |
| Paul Kunze | floret (m)      | ronde 2      | ronde 1: verloor van Jens Berthelsen Denemarken 3-5 versloeg Santiago García Spanje 5-1 ronde 2: verloor van Roberto Larraz Argentinië 4-5 verloor van Jacques Coutrot Frankrijk 1-5 verloor van Balthasar De Beukelaer België 2-5 verloor van Johan Falkenberg Noorwegen 1-5 versloeg Frederick Sherriff Groot-Brittannië 5-1 |
| Nicolaas Johannes Nederpeld                                                                                                 | floret (m)      | ronde 2      | ronde 1: vrijgeloot ronde 2: verloor van Maurice Van Damme België 0-5 verloor van Frithjof Lorentzen Noorwegen 2-5 verloor van Gil de Andrade Portugal 3-5 verloor van Harold Bloomer Verenigde Staten 3-5 versloeg Pedro Mendy Uruguay 5-2 |
| Maarten van Dulm | sabel (m)       | halve finale | Eerste ronde verloor van Omer Berck België 2-4 verloor van Marcello Bertinetti Italië 1-4 verloor van Laurence Castner Verenigde Staten 3-4 versloeg Rafael Fernández Chili 4-1 versloeg Julián de Olivares Spanje 4-1 Halve finale: verloor van Oreste Puliti Italië 1-4 verloor van Sándor Pósta Hongarije 2-4 verloor van Horacio Casco Argentinië 1-4 versloeg Giulio Sarrocchi Italië 4-3 verloor van Héctor Belo Uruguay 0-4 verloor van Robert Feyerick België 2-4 verloor van Marc Perrodon Frankrijk 3-4 versloeg Konstantinos Kotzias Griekenland 4-0 |
| Cornelis Wilhelmus Ekkart                                                                                                   | sabel (m)       | ronde 1      | ronde 1: verloor van Horacio Casco Argentinië 2-4 versloeg Jules Maés België 4-0 verloor van Conrado Rolando Uruguay 3-4 versloeg Bino Bini Italië 4-3 verloor van Ernest Gignoux Verenigde Staten 3-4 versloeg Svend Munck Denemarken 4-0 |
| Jan van der Wiel | sabel (m)       | ronde 1      | ronde 1: verloor van Roger Ducret Frankrijk 3-4 verloor van Ivan Osiier Denemarken 3-4 versloeg Robin Dalglish Groot-Brittannië 4-1 verloor van Zoltán Schenker Hongarije 3-4 versloeg Chauncey McPherson Verenigde Staten 4-3 versloeg Manuel Toledo Spanje 4-1 |
| Jan de Beaufort Willem Hubert van Blijenburgh Pieter Lambertus van Boven Wouter Brouwer Arie de Jong Henri Wijnoldy-Daniëls | degen team (m)  | kwartfinale  | ronde 1: 9-70 Nederland - Uruguay 10-6 Nederland - Portugal 7-90 Nederland - Denemarken Kwartfinale: 3-13 Nederland - Frankrijk 6-10 Nederland - Italië |
| Arie de Jong Paul Kunze Nicolaas Johannes Nederpeld Felix Vigeveno Henri Wijnoldy-Daniëls                                   | floret team (m) | ronde 1      | Ronde 1: 4-12 Nederland - Argentinië 6-10 Nederland - Verenigde Staten |
| Jetze Doorman Maarten van Dulm Arie de Jong Hendrik Scherpenhuijzen Jan van der Wiel Henri Wijnoldy-Daniëls                 | sabel team (m)  | Brons        | Ronde 1: 10-6 Nederland - Verenigde Staten 9-70 Nederland - Uruguay 16-0 Nederland - Polen Kwartfinale: 6-10 Nederland - Argentinië 12-4 Nederland - Spanje Halve finale 9-70 Nederland - Frankrijk wedstrijd tegen Hongarije niet gespeeld omdat beiden landen al waren gekwalificeerd Finale 7-90 Nederland - Italië 2-14 Nederland - Hongarije 9-70 Nederland - Tsjecho-Slowakije |
| |                 |              | |
| Adriana Admiraal-Meijerink                                                                                                  | floret (v)      | ronde 1      | Ronde 1 verloor van Lucienne Prost Frankrijk 2-5 verloor van Muriel Freeman Groot-Brittannië 1-5 verloor van Hanna Olsen Zweden 1-5 verloor van Ingeborg Buhl Denemarken 4-5 versloeg Judith Morgenthaler Zwitserland 5-2 |
| Jo de Boer | floret (v)      | ronde 1      | Ronde 1 verloor van Gladys Daniell Groot-Brittannië 2-5 verloor van Ellen Hamilton Zweden 1-5 verloor van Yutta Barding Denemarken 2-5 verloor van Michele Bory Frankrijk 3-5 versloeg Wanda Dubieńska Polen 5-0 |
| Johanna Stokhuyzen-de Jong                                                                                                  | floret (v)      | ronde 1      | Ronde 1 verloor van Ellen Osiier Denemarken 0-5 verloor van Gladys Davies Groot-Brittannië 0-5 verloor van Emma Fitting Zwitserland 1-5 verloor van Elsa Hellquist Zweden 1-5 verloor van Yvonne Conte Frankrijk 2-5 verloor van Irma Hopper Verenigde Staten 2-5 |

### Schietsport
| Olympiër                                                                                | Discipline                             | Resultaat  | Prestatie                                                            |
| --------------------------------------------------------------------------------------- | -------------------------------------- | ---------- | -------------------------------------------------------------------- |
| François Marits                                                                         | Snelvuurpistool 25 m individueel (m)   | 25e plaats | 16 punten                                                            |
| Dingenis de Wilde                                                                       | Snelvuurpistool 25 m individueel (m)   | 34e plaats | 15 punten                                                            |
| Sikke Bruinsma                                                                          | Snelvuurpistool 25 m individueel (m)   | 35e plaats | 15 punten                                                            |
| Jan van Balkum                                                                          | Snelvuurpistool 25 m individueel (m)   | 45e plaats | 13 punten                                                            |
| Hendrik de Grijff                                                                       | Vrij geweer 600 m individueel (m)      | 45e plaats | 76 punten                                                            |
| Johannes Scheuter                                                                       | Vrij geweer 600 m individueel (m)      | 63e plaats | 64 punten                                                            |
| Carel de Longh                                                                          | Vrij geweer 600 m individueel (m)      | 65e plaats | 62 punten                                                            |
| Albert Langereis                                                                        | Vrij geweer 600 m individueel (m)      | 69e plaats | 55 punten                                                            |
| Albert Langereis Carel de Longh Gerrit Bouwhuis François Kortleven Adrianus van Korlaar | Vrij geweer 400, 600 en 800 m team (m) | 16e plaats | 400 m 191 punten 600 m 157 punten 800 m 110 punten Totaal 458 punten |

### Schoonspringen
| Olympiër           | Discipline             | Resultaat      | Prestatie                        |
| ------------------ | ---------------------- | -------------- | -------------------------------- |
| Henk Hemsing       | 3 m plank              | 8e plaats      | Serie 14 punten Finale 39 punten |
| Henk Hemsing       | 10 m torenspringen (m) | Niet geplaatst | Serie 30 punten                  |
| Henk Hemsing       | Hoogduiken (m)         | Niet geplaatst | Serie 39 punten                  |
| Henk Lotgering (m) | 3 m plank              | Niet geplaatst | Serie 25 punten                  |
| Henk Lotgering (m) | 10 m torenspringen (m) | Niet geplaatst | Serie 30 punten                  |
| Henk Lotgering (m) | Hoogduiken (m)         | Niet geplaatst | Serie 32,5 punten                |
|                    |                        |                |                                  |
| Truus Klapwijk     | 3 m plank (v)          | Niet geplaatst | Serie 28 punten                  |
| Hendrika Bante     | 3 m plank (v)          | Niet geplaatst | Serie 35 punten                  |

### Tennis
| Olympiër                             | Discipline         | Resultaat | Prestatie |
| ------------------------------------ | ------------------ | --------- | --- |
| Maas van der Feen                    | enkelspel (m)      | 1/32F     | 1/64F vrijgeloot 1/32F: verloor van Mohammed Sleem Brits-Indië 4-6, 1-6, 4-6 |
| Gerard Leembruggen                   | enkelspel (m)      | 1/32F     | 1/64F vrijgeloot 1/32F: verloor van Bryan Gilbert Groot-Brittannië 1-6, 10-12, 1-6 |
| Christiaan van Lennep                | enkelspel (m)      | 1/16F     | 1/64F: vrijgeloot 1/32F: versloeg Héctor Cattaruzza Argentinië 6-3, 6-1, 6-1 1/16F: verloor van Watson Washburn Verenigde Staten 6-2, 1-6, 1-6. 2-6 |
| Henk Timmer                          | enkelspel (m)      | 1/16F     | 1/64F: vrijgeloot 1/32F: versloeg Einer Ulrich Denemarken 6-3, 2-6, 1-6, 6-2, 6-3 1/16F: verloor van Masanosuke Fukuda Japan 6-8, 4-6, 7-5, 4-6 |
| Maas van der Feen Gerard Leembruggen | dubbelspel (m)     | 1/32F     | 1/32F: verloren van Ladislav Žemla & Jan Koželuh Tsjecho-Slowakije 3-6, 2-6, 3-6 |
| Christiaan van Lennep Henk Timmer    | dubbelspel (m)     | 1/32F     | 1/32F: verloren van Asaji Honda & Masanosuke Fukuda Japan 4-6, 6-1, 3-6, 6-1, 2-6 |
|                                      |                    |           | |
| Kea Bouman                           | enkelspel (v)      | 1/8F      | 1/32F: vrijgeloot 1/16F: Versloeg Marthe Dupont België 8-6, 6-4 1/8F: Verloor van Molla Mallory Noorwegen 7-9, 0-6 |
|                                      |                    |           | |
| Kea Bouman Henk Timmer               | gemengd dubbelspel | Brons     | 1/16F: versloegen Lily von Essen & Charles Wennergren Zweden 6-4, 6-4 1/8F: versloegen Ilona Várady-Péter & Aurél von Kelemen Hongarije 6-4, 6-2 KF: versloegen Phyllis Covell & Leslie Godfree Groot-Brittannië 6-1, 7-5 HF: verloren van Marion Jessup & Vincent Richards Verenigde Staten 3-6, 0-6 voor brons: versloegen Kitty McKane & Bryan Gilbert Groot-Brittannië walk-over |

### Voetbal
| Olympiër | Discipline | Resultaat | Prestatie |
| --- | ---------- | --------- | --- |
| Joop ter Beek Klaas Breeuwer Harry Dénis Okkie Formenoij André le Fèvre Ber Groosjohan Gerrit Horsten Peer Krom Evert van Linge Gejus van der Meulen Jan de Natris Jan Oosthoek Kees Pijl Dick Sigmond Albert Snouck Hurgronje Hans Tetzner Henk Vermetten Ben Verweij Gerrit Visser | mannen     | 4e        | achtste finale 6-0 Nederland - Roemenië kwartfinale 2-1 Nederland - Ierland na verlenging halve finale 1-2 Nederland - Uruguay om brons 1-1 Nederland - Zweden na verlenging 1-3 Nederland - Zweden |

### Waterpolo
| Olympiër                                                                                       | Discipline | Resultaat | Prestatie |
| ---------------------------------------------------------------------------------------------- | ---------- | --------- | --- |
| Jan Cornelis den Boer Willy Bohlander Gé Bohlander Willem Bokhoven Han van Senus Karel Struijs | mannen     | 5e        | achtste finale 7-0 Nederland - Zwitserland kwartfinale 3-6 Nederland - Frankrijk toernooi om zilveren medaille eerste ronde 2-4 Nederland - Verenigde Staten |

### Wielrennen
| Olympiër                                                                        | Discipline                   | Resultaat  | Prestatie |
| ------------------------------------------------------------------------------- | ---------------------------- | ---------- | --- |
| Jaap Meijer                                                                     | sprint (m)                   | Zilver     | 1/8F: versloeg Lucien Mermillod Zwitserland & Ferenc Uhereczky Hongarije KF: versloeg Willy Hansen Denemarken & Miloš Knobloch Tsjecho-Slowakije HF: versloeg Holger Guldager Denemarken & Francesco Del Grosso Italië finale: verloor van Lucien Michard Frankrijk |
| Maurice Peeters                                                                 | sprint (m)                   | herkansing | 1/8F: tegenstander trok zich terug KF: verloor van George Dempsey Australië herkansing KF: verloor van Guglielmo Bossi Italië |
| Gerard Bosch van Drakestein Maurice Peeters                                     | tandem (m)                   | Brons      | HF: versloegen János Grimm & Ferenc Uhereczky Hongarije finale: verloren van Lucien Choury & Jean Cugnot Frankrijk & Edmund Hansen & Willy Hansen Denemarken |
| Gerard Bosch van Drakestein Jan Maas Simon van Poelgeest Frans Waterreus        | 4km ploegenachtervolging (m) | 1/8F       | 1/8F: verloren van België |
| Ko Willems                                                                      | 50km (m)                     | Goud       | 1:18.24,0 |
|                                                                                 |                              |            | |
| Cor Heeren                                                                      | wegtijdrit (m)               | 13e        | 6:41.50,8 |
| Philippus Hendrik Lodewijk Innemee                                              | wegtijdrit (m)               | 26e        | 7:04.32,0 |
| Jan Maas                                                                        | wegtijdrit (m)               | 19e        | 6:51.05,0 |
| Martinus Pieter Vlietman                                                        | wegtijdrit (m)               | 29e        | 7:07.32,4 |
| Cor Heeren Philippus Hendrik Lodewijk Innemee Jan Maas Martinus Pieter Vlietman | landenklassement tijdrit (m) | 6e         | 20:37.27,8 |

### Worstelen
| Olympiër            | Discipline                     | Resultaat      | Prestatie |
| Grieks-Romeins      | Grieks-Romeins                 | Grieks-Romeins | Grieks-Romeins |
| ------------------- | ------------------------------ | -------------- | --- |
| Johannes van Maaren | Bantamgewicht (tot 58 kg) (m)  | Niet geplaatst | Eerste ronde Versloeg Alberts Krievs Tweede ronde Versloeg Georgios Zervinis Derde ronde Verloor van József Tasnádi Vierde ronde Verloor van Armand Magyar |
| Carl Coerse         | Lichtgewicht (tot 67 kg)       | Niet geplaatst | Eerste ronde Versloeg Francisco Solé Tweede ronde Verloor van Frants Frisenfeldt Derde ronde Verloor van František Kratochvíl                              |
| Jan Reinderman      | Middengewicht (tot 75 kg)      | Niet geplaatst | Eerste ronde Versloeg Jean Domas Tweede ronde Versloeg Dűrrũ Sade Derde ronde Verloor van Edvard Westerlund Vierde ronde Verloor van John Christoffersen   |
| Wilhelmus Doll      | Middengewicht (tot 75 kg)      | Niet geplaatst | Eerste ronde Verloor van Kārlis Vilciņš Tweede ronde Verloor van Carl Nilsson                                                                              |
| Antoine Misset      | Halfzwaargewicht (tot 82,5 kg) | Niet geplaatst | Eerste ronde Versloeg Jean Baumert Tweede ronde Versloeg Stevan Nađ Derde ronde Verloor van Onni Pellinen Vierde ronde Verloor van Ibrahim Moustafa        |
| Jan Muijs           | Halfzwaargewicht (tot 82,5 kg) | Niet geplaatst | Eerste ronde Verloor van Svend Nielsen Tweede ronde Verloor van Béla Varga                                                                                 |
| Jan Sint            | Zwaargewicht (boven 82,5 kg)   | Niet geplaatst | Eerste ronde Versloeg Aleardo Donati Tweede ronde Verloor van Poul Hansen Derde ronde Verloor van Edil Rosenqvist                                          |
| Jaap Sjouwerman     | Zwaargewicht (boven 82,5 kg)   | Niet geplaatst | Eerste ronde Verloor van Lucien Pothier Tweede ronde Verloor van Ottó Szelky                                                                               |

### Zeilen
| Olympiër                                      | Discipline | Resultaat | Prestatie |
| --------------------------------------------- | ---------- | --------- | --- |
| Johan Hin                                     | monotype   | 5e        | ronde 1 wedstrijd 1: gediskwalificeerd ronde 1 wedstrijd 1: 1ste plaats HF 1: 8 punten (gediskwalificeerd) HF 2: 2 punten (2e) totaal 10 punten             |
| Joop Carp Anthonij Johannes Guépin Jan Vreede | 6m klasse  | Brons     | ronde 1 wedstrijd 1: 2e plaats ronde 1 wedstrijd 2: niet gefinisht ronde 1 wedstrijd 3: 2 punten (2e plaats) HF 1: (2e) HF 2: 3 punten (3e) totaal 5 punten |

### Zwemmen
| Olympiër                                              | Discipline            | Resultaat    | Prestatie                                          |
| ----------------------------------------------------- | --------------------- | ------------ | -------------------------------------------------- |
| Gé Dekker                                             | 100m vrij slag (m)    | serie        | serie 4: 1.11,8 (5e tijd)                          |
| Pieter Johannes Jacobszoon                            | 100m vrij slag (m)    | serie        | serie 6: 1.12,2 (5e tijd)                          |
| Sjaak Köhler                                          | 400m vrij slag (m)    | serie        | serie 3: 6.20,4 (5e tijd)                          |
| Pieter François van Senus                             | 100m rugslag (m)      | serie        | serie 4: 1.24,8 (3e tijd)                          |
| Aart Josephus van Wilgenburg                          | 100m rugslag (m)      | serie        | serie 2: 1.24,6 (3e tijd)                          |
| Gerlacus Moes                                         | 200m schoolslag (m)   | serie        | serie 4: 3.18,8 (4e tijd)                          |
| Gé Dekker Otto Hoogesteijn Sjaak Köhler Frits Schutte | 4x200m vrije slag (m) | halve finale | serie 2: 11.35,6 (2e tijd) HF 1: 11.29,0 (4e tijd) |
|                                                       |                       |              |                                                    |
| Rie Vierdag                                           | 100m vrij (v)         | halve finale | serie 4: 1.22,0 (3e tijd) HF 1: 1.21,2 (4e tijd)   |
| Rie Vierdag                                           | 400m vrije slag (v)   | serie        | serie 4: 7.02,4 (4e tijd)                          |
| Truus Klapwijk                                        | 400m vrije slag (v)   | serie        | serie 2: 7.15,0 (3e tijd)                          |
| Marie Baron                                           | 200m schoolslag (v)   | DQ           | serie 1: gediskwalificeerd                         |
| Ada Bolten Marie Baron Truus Klapwijk Rie Vierdag     | 4x100m vrije slag (v) | 6e           | finale: 5.45,8                                     |